# Иржа (приток Тёши)
Иржа — река в Ардатовском и Арзамасском районах Нижегородской области России. Устье реки находится в 178 км по левому берегу реки Тёша. Длина реки составляет 53 км, площадь бассейна — 567 км².
Исток реки у села Атемасово в 12 км к юго-востоку от города Ардатов. Река течёт на северо-восток по безлесной местности, верхнее течение находится в Ардатовском районе, нижнее — в Арзамасском. Долина реки плотно заселена: на Ирже стоят сёла Атемасово, Надёжино, Юсупово, Малиновка, Хохлово, Кологреево и Стексово (Ардатовский район); Виняево, Ветошкино, Булдаково, Четвертаково, Семёново (Арзамасский район). Впадает в Тёшу близ сёл Водоватово и Малое Туманово.

## Притоки (км от устья)
- 28 км: ручей Помзель (лв)
- 32 км: река Сухая Иржа (пр)
- ручей Селей (лв)
- ручей Мыча (пр)

## Данные водного реестра
По данным государственного водного реестра России, относится к Окскому бассейновому округу, водохозяйственный участок реки — Тёша от истока и до устья, речной подбассейн реки — Бассейны притоков Оки от Мокши до впадения в Волгу. Речной бассейн реки — Ока.
Код объекта в государственном водном реестре — 09010300212110000030540.